# John McCone
John A. McCone (San Francisco, 4 gennaio 1902 – Pebble Beach, 14 febbraio 1991) è stato un politico statunitense che ha svolto l'incarico di direttore della CIA dal 1961 al 1965, durante una delle fasi più cruciali della guerra fredda.